# Olga Voronets
Olga Borisovna Voronets (en russe : Ольга Борисовна Воронец), née le 12 février 1926 à Smolensk et morte le 2 août 2014 à Moscou (à 88 ans), est une chanteuse mezzo-soprano populaire russe.
Elle est inhumée dans le Cimetière Tikhvine à Smolensk.